# Зеленишно ђубриво
Зеленишно ђубриво (сидерација)(lat. Sidereus – звездан) је агротехничка мера којом се у земљиште заорава зелена маса различитих биљних врста, а најчешће су то легуминиозне биљне које се циљано гаје за ту намену. По овом култу веровало се да плодност с небеских тела, месеца и звезда, прелази на биљке, а с њих на земљиште. Одатле се и усеви за зеленишно ђубрење називају сидерати.

## Позитиван ефекат сидерације
Позитиван ефекат сидерације је у побољшању физичких особина земљишта, односно капацитета воде, аерацији, смањењу збијености земљишта, затим обогаћењу земљишта свежом органском материјом, односнохраном и енергетским материјалом за микроорганизме, због чега земљиште постаје биолошки активније.
Брз пораст и велика надземна маса сидерата добро покривају земљиште и смањују или спречавају раст и развој корова. Неки сидерати из земљишта усвајају теже приступачна хранива (и из дубљих слојева), а касније их минерализацијом претварају у приступачнија (усвајање тешко растворљивих фосфорних једињења). Легуминозни сидерати обогаћују земљиште азотом. На тешким земљиштима сидерација разрахљује, а на лаким повећава компактност земљишта, има ефикасну педохигијенску улогу при поновљеном гајењу истог усева или монопродукције.

## Избор сидерата
При избору сидерата постоје две основне групе биљака за зеленишно ђубрење, а то су: легуминизовани сидерати и нелегуминизовани сидерати

### Легуминиозни сидерати
Легуминизовани сидерати су: црвена и бела детелина, кокотац, соја, сточни боб, сточни грашак, обична и маљава грахорица, лупине, инкарнатска детелина, састрица и луцерка.

### Нелегуминозни сидерати
Нелегумизовани сидерати су: уљана репица, горушица, суданска трава, раж, јечам, овас, сунцокрет, хељда, фацелија.

## Биљке за зеленишно ђубриво
Најпогодније биљке за зеленишно ђубриво су: 
- Лупина долази у обзир за песковита и бескречна земљишта, на којима даје велику количину зелене масе – од 40.000 -75.000 кг/ха. Сеје се у марту, а заорава се када је већина биљака у цвету, односно почетком јуна. Одлично уништава корове.

- Сточни грашак је одлична покровна биљка: даје 35.000 – 45.000 кг/ха зелене масе и брзо се разлаже. Отпорна је према мразу па се може сејати како у јулу, тако и у септембру, октобру и новембру. Пошто полеже по земљи мора да се сеје у смеши с овсем или ражи (140 кг грашка и 60 кг овса или ражи по хектару). Заорава се када је око 50% биљака у цвету.[2]

- Обична грахорица врло добро подноси све типове земљишта, али је осетљива на хладноћу – измрзава на – 8 0Ц, због чега је треба сејати само у јулу или августу, а заоравати је касно у јесен. И она се због полегања мора сејати у смеши с овсем или ражи (120 кг грахорице и 60 кг овса или ражи по хектару).

- Маљава грахорица је погодна за средње тешка и песковита земљишта. Одлично подноси зимске хладноће, може се сејати не само у јулу и августу, већ и у септембру и октобру. Сеје се у истој количини и смеши као и обична грахорица.[2]

- Слачица даје од 30.000 до 35.000 кг/ха зелене масе, која се брзо разлаже у земљишту. Сеје се почетком августа или средином октобра, у количини од 12 до 15 кг/ха. Заорава се средином октобра или ако је у октобру посејана, почетком априла.

- Хељда је веома добра покровна биљна врста, јер се брзо разлаже и има способност да из дубљих слојева земљишта извлачи калијум и фосфор, који су неопходни за воћке. Због осетљивости према мразу сеје се у марту или још боље средином лета. Добра је и медоносна биљка. Сеје се у количини од 150 до 200 кг/ха.[3]

## Фактори
Фактори од којих зависи избор сидерата и успех зеленишног ђубрења су клима, земљиште и систем биљне производње. Довољно дуг вегетациони период пружа знатну могућност за укључивање усева за зеленишно ђубрење. 

### Клима као фактор
Количина падавина ограничава гајења сидерата, па се као минимална годишња количина узима 400-500 mm. Испод 400 mm нема довољно влаге за изградњу биљне масе ако се не осигура наводњавање. Такође је битан распоред падавина у вегетационом периоду. 

### Земљиште као фактор
Средње богато земљиште хумусом и иловасте текстуре погодује свим сидератима али има разлика између врста у томе какво земљиште подносе. Тако боб, грахор, сточни грашак и бела детелина добро успевају на тешким земљиштима, док жута лупина, хељда и серадела на лакшим земљиштима. За готово све легуминозне сидерате погодна су земљишта са довољно калцијума, а такође и неким нелегуминозним усевима (купусњаче). Од легуминоза је изузетак лупина која добро подноси и кисело земљиште.

## Време уношења сидерата у земљиште
За успех зеленишног ђубрења битно је време уношења надземне масе у земљиште. Обично се усеви за зеленишно ђубрење у земљиште уносе касно у јесен због спорије разградње, односно да не би дошло до великих губитака азота из земљишта. На лаком земљишту и у хумиднијим условима сидерати се у земљиште уносе у пролеће, да се спречи губитак азота. Постоје разлике између легуминозних и нелегуминозних сидерата, а затим између појединих биљних врста. Важно је да се надземна маса довољно развије. Ако преовладавају лако разградива једињења (целулоза), разградња у земљишту тече пребрзо. Код легуминоза се највећа количина биолошки везаног азота ствара након цветања. Треба чекати док маса нешто одрвени, тада се формира више лигнин који се спорије разграђује.

## Техника уношења усева за зеленишно ђубрење
Зависи од висине надземне биљне масе, а затим да ли је маса сочна или је одрвенела. Фреза врло добро уноси и меша биљну масу са земљиштем, али је главно оруђе плуг. Ниски сидерат се лако заорава, али ако су биљке високе, потребно га је пре тога глатким или ребрастим ваљцима поваљати у смеру орања. Следи тањирање тешким тањирачама а након тога заоравање.

## Недостаци сидерације
Недостаци сидерације су у декалцификацији под утицајем калцијум-карбоната који се ослобађа при распадању органске материје. Последица је губитак калцијума, повећање киселости, што је нарочито опажено на лаком, песковитом земљишту. Такође сидерати могу имати утицај на повећано разлагање хумуса у земљишту.